# Coria del Río
Coria del Río is een gemeente in de Spaanse provincie Sevilla in de regio Andalusië met een oppervlakte van 62 km². In 2007 telde Coria del Río 26.831 inwoners.

## Geboren
- Pilar Sánchez Luque (27 september 1978), zangeres bekend onder haar artiestennaam Pastora Soler

## Demografische ontwikkeling
Bron: INE; 1857-2011: volkstellingen